# 호반새속
호반새속(Halcyon)은 호반새과에 속하는 조류 속의 하나이다. 호반새와 청호반새 등을 포함하고 있다.

## 지리적 분포
현재, 호반새속은 아시아 남부에 서식하는 몇 종과 계절적으로 유럽에 날아드는 흰가슴호반새 등을 제외하면 대부분의 종이 사하라 이남 아프리카에 서식하고 있다.

## 하위 종
| - 호반새 (H. coromanda) - H. badia - H. smyrnensis - H. leucocephala - 청호반새 (H. pileata) - H. cyanoventris | - H. senegalensis - H. senegaloides - H. malimbica - H. albiventris - H. chelicuti - H. sancta |